# Евреи в Литве
Евреи в Литве (ивр. יהודים ליטאים‎) — этническое меньшинство среди населения Литвы. По данным переписи населения 2021 года, евреи составляют 0,08 % населения Литвы или 2256 человек.

## Численность и доля

### Переписи населения
Численность и доля евреев, по данным оценок и переписи населения за эти годы:
|      | Численность | %    |
| 1569 | 120 000     | 5.65 |
| 1792 | 250 000     | 9,13 |
| 1900 | 120 000     | 4,12 |
| 1959 | 24 672      | 0,90 |
| 1970 | 23 538      | 0,75 |
| 1979 | 14 644      | 0,43 |
| 1989 | 12 314      | 0,33 |
| 2001 | 4 007       | 0,11 |
| 2011 | 3 050       | 0,10 |
| 2021 | 2 256       | 0,08 |

Численность евреев (согласно данным переписи населения за эти годы), по уездам:
|                     | 2001  | 2011  |
| ------------------- | ----- | ----- |
| Литва               | 4 007 | 3 050 |
| Алитусский уезд     | 16    | 12    |
| Вильнюсский уезд    | 2 896 | 2 205 |
| Каунасский уезд     | 457   | 335   |
| Клайпедский уезд    | 364   | 269   |
| Мариямпольский уезд | 11    | 13    |
| Паневежский уезд    | 27    | 29    |
| Таурагский уезд     | 10    | –     |
| Тельшяйский уезд    | 23    | 21    |
| Утенский уезд       | 46    | 46    |
| Шяуляйский уезд     | 157   | 118   |

Доля евреев по данным переписи населения за эти годы, по уездам (в %):
Остзейские евреи, живущие в приграничье современной Литвы и Беларуси, в некоторых исторических документах по переписи населения указывались как «baltgudžiai» или «baltgudų». Исходя из архивных материалов, данная этническая группа была ассимилирована процессами полонизации в начале XIX века. В современных источниках о переписи населения они могут быть указаны как представители польской национальности.
|                     | 2001  | 2011  |
| ------------------- | ----- | ----- |
| Литва               | 0.115 | 0.100 |
| Алитусский уезд     | 0.008 | 0.007 |
| Вильнюсский уезд    | 0.340 | 0.272 |
| Каунасский уезд     | 0.065 | 0.055 |
| Клайпедский уезд    | 0.094 | 0.079 |
| Мариямпольский уезд | 0.005 | 0.008 |
| Паневежский уезд    | 0.009 | 0.011 |
| Таурагский уезд     | 0.007 | –     |
| Тельшяйский уезд    | 0.012 | 0.013 |
| Утенский уезд       | 0.024 | 0.030 |
| Шяуляйский уезд     | 0.042 | 0.039 |

## Еврейская периодика
Советская периодика на идише к 1941 году в Литве была представлена изданиями «Дер Эмес» и «Вилнер Эмес».